# オットー・バッホフ
オットー・バッホフ（Otto Bachof, 1914年3月6日 ブレーメン - 2006年1月21日）は、ドイツの法律家、公法学の教授、バーデン＝ヴュルテンベルク州憲法裁判所の裁判官である。第二次大戦後、ドイツの法治国的行政法学の礎を築いた最も重要な人物の一人とされる。

## 略歴
弁護士の息子として生まれた。1932年にアビトゥアを終えた後、フライブルク大学、 ジュネーブ大学、ベルリン大学、ケーニヒスベルク大学、ミュンヘン大学で法学を学んだ。在学中に、AMVアルト＝シュトラースブルク・フライブルク（学術音楽協会の一部）のメンバーになった。1935年に第一次国家試験をミュンヘン大学で受けた。1938年にフライブルク大学で「ドイツのプロテスタント教会における大規模な行政庁の教区上の法的位置づけ」の業績により博士号を取得した 。 
2回目の州試験と、マールブルクの試補として最初に雇われた。兵役の後、1940年にシュトルプ郡庁（ポメラニア）、コブレンツ郡政府で働いた。そこで1942年に参事官になった。再度の軍役と1945年の終戦後、1946年にシュトゥットガルトの営利信託事務所に勤務するまで、コブレンツで建設労働者をした。1947年にシュトゥットガルト行政裁判所、1948年に行政裁判所長、1949年に上級行政裁判所評議員となった。 
1950年にハイデルベルク大学のヴァルター・イェリネクのもとで「職務行為の実行を求める行政裁判所の訴訟」の業績で教授資格を得た。講師になり、1952年にニュルンベルク大学で講座を得た。1955年にテュービンゲン大学公法講座に移り、公法学、憲法学、行政法学、法哲学および一般国法学に重点を置いた。
1958年から1985年までバーデン＝ヴュュルテンベルク上級憲法裁判所構成員、1959年から1961年までテュービンゲン大学学長を務めた。
エクス＝マルセイユ大学（1968年）およびヴュルツブルク大学（1989年）から名誉博士号を授与された。1987年にドイツ連邦共和国功労勲章を授与された。 
蔵書は、オスナブリュック大学の国法学者のイェルン・イプセンに引き継がれた。2006年11月17日、蔵書は"オットーバッホフ文庫"の名称で自治法研究所の図書館に組み入れられた。 
エリーザベト（旧姓ハイドジーク）と結婚していた。 